# Suruí de Rondônia
Suruí Paíter (Suruí do Jiparaná, Suruí de Rondônia, Paiter, Paíter), skupina američkih Indijanaca iz porodice Mondé, velika porodica tupian, naseljeno u nekih desetak sela duž granice brazilskih država Rondônia-Mato Grosso. Populacija im iznosi 800 (1994 SIL), poglavito na rezervatu Aripuanã. 
Sela (aldeas) kojih ima oko 15 su: Linha 8, Linha 9, Linha 10, Lob ó, Lapetanha, Joaquim, Amaral (uz linha 11), Linha 12-Gamep, Linha 12-Makor, Linha 14-Placa, Linha 14-Gamir, Pacarana, Apoena Mereilles. Surui su podijeljeni na 4 plemena ili klana: Gamep, Gamir, Makor i Kaban. Prvi puta su kontaktirani 1969.